# Vẫn có em bên đời
Vẫn có em bên đời là một bộ phim truyền hình được thực hiện bởi M&T Pictures cùng TKL do Võ Việt Hùng làm đạo diễn. Phim phát sóng vào lúc 20h00 từ thứ 2 đến thứ 5 và chủ nhật hàng tuần bắt đầu từ ngày 25 tháng 3 năm 2015 và kết thúc vào ngày 7 tháng 5 năm 2015 trên kênh HTV7.

## Nội dung
Vẫn có em bên đời xoay quanh Tiến (Nhan Phúc Vinh) và Trang (Chi Pu) trở về nước sau nhiều năm học tập xa xứ, họ gặp nhau trong hoài bão, ý tưởng sáng tạo, chí hướng xây dựng, đóng góp những điều tốt đẹp cho quê hương và yêu nhau từ cái nhìn đầu tiên. Những thách thức, cam go trong công việc lẫn trong các mối quan hệ dần nuôi lớn tình cảm của cả hai, nhưng đồng thời đưa họ đến gần bí ẩn quá khứ, mối thù oan nghiệt của hai gia đình xuất phát từ sai lầm của thế hệ trước. Liên tiếp bị vây hãm bởi những ẩn ức thù hận, tình yêu của cả hai càng lúc càng bế tắc, trở thành miếng mồi ngon cho những kẻ có dã tâm dày xéo, trục lợi.

## Diễn viên
- Chi Pu trong vai Trang[7][8]
- Nhan Phúc Vinh trong vai Tiến[9]
- Hoàng Mai Anh trong vai Trinh
- Đoàn Thanh Tài trong vai An
- Minh Thảo trong vai Loan
- Bích Hằng trong vai Bà Phương
- Thủy Cúc trong vai Bà Hạnh
- Đức Sơn trong vai Ông Thuần

Cùng một số diễn viên khác....

## Ca khúc trong phim
- Vẫn còn có em

Sáng tác & Thể hiện: Văn Anh
- Mình mãi bên nhau

Sáng tác: Văn Anh
Thể hiện: Văn Anh - Tú Vi

## Giải thưởng
| Năm  | Giải thưởng | Hạng mục                          | (Người) đề cử  | Kết quả   | Tham khảo            |
| ---- | ----------- | --------------------------------- | -------------- | --------- | -------------------- |
| 2016 | HTV Awards  | Nam diễn viên được yêu thích nhất | Nhan Phúc Vinh | Đề cử     | [ 10 ] [ 11 ]        |
| 2016 | HTV Awards  | Nữ diễn viên được yêu thích nhất  | Chi Pu         | Đoạt giải | [ 12 ] [ 13 ] [ 14 ] |